# Rouvres, Seine-et-Marne
Rouvres là một xã ở tỉnh Seine-et-Marne, thuộc vùng Île-de-France ở miền bắc nước Pháp.

## Dân số
Người dân ở Rouvres được gọi là Rouvrésiens.
Điều tra dân số năm 1999, xã này có dân số là 596.